# Вотчица (приток Вели)
Вотчица — река в Архангельской области России.

## География
Протекает по территории Коношского района. Исток находится примерно в 1 км к юго-западу от деревни Паунинская. Впадает в реку Вель в 147 км от её устья по правому берегу. Длина реки — 60 км, площадь водосборного бассейна — 241 км². Притоки — Западница, Липоньга, Медведевка.
Вдоль течения реки расположены населённые пункты Коношского городского поселения — деревни Толстая, Даниловская и посёлок Красивое Тавреньгского сельского поселения.

## Данные водного реестра
По данным государственного водного реестра России и геоинформационной системы водохозяйственного районирования территории РФ, подготовленной Федеральным агентством водных ресурсов:
- Бассейновый округ — Двинско-Печорский
- Речной бассейн — Северная Двина
- Речной подбассейн — Северная Двина ниже места слияния Вычегды и Малой Северной Двины
- Водохозяйственный участок — Вага